# Vapenrock m/1952

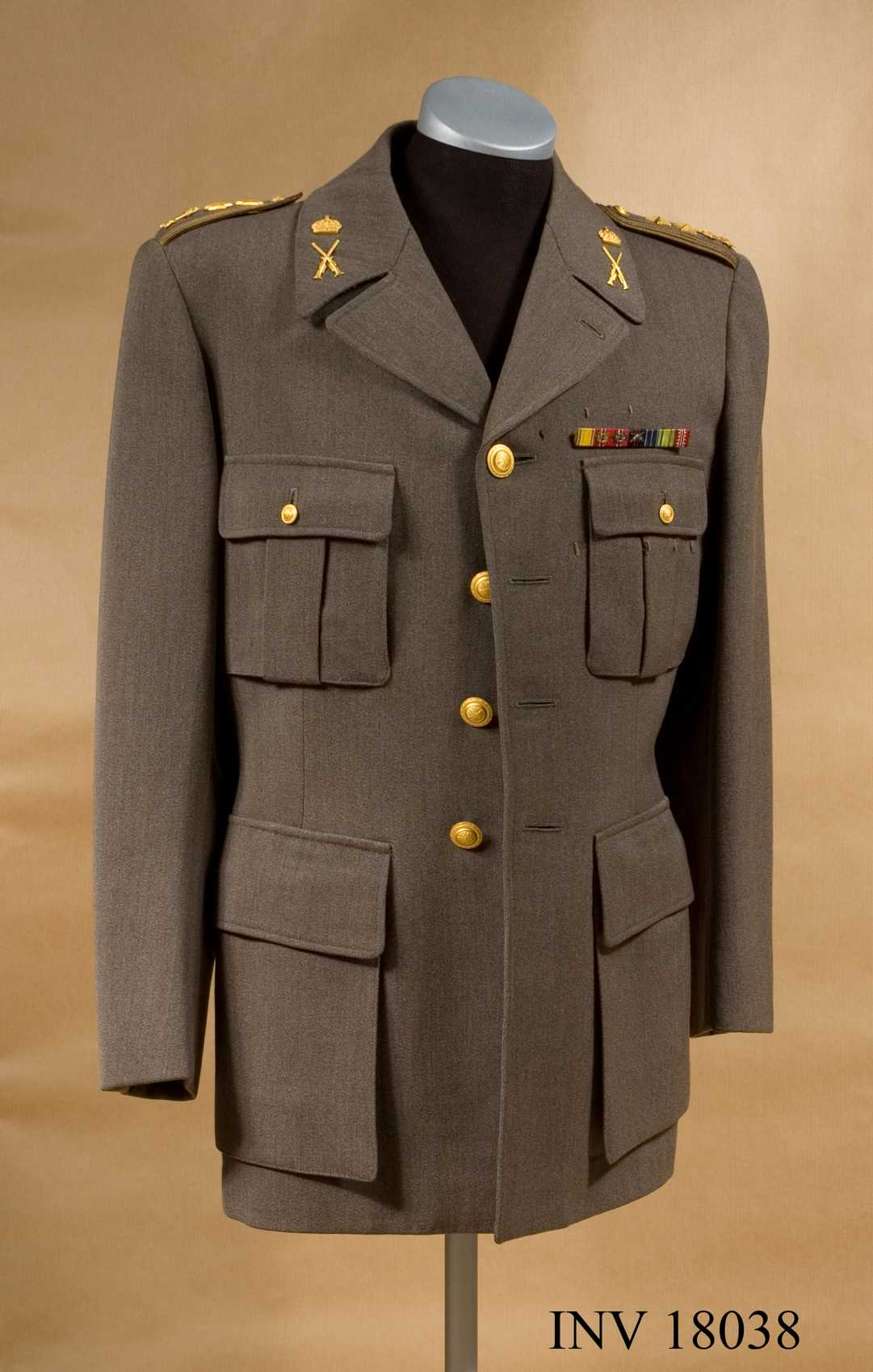
Vapenrock m/52. Armémuseum Observera att detta exemplar saknar officerspaspoaler runt kragen.

Vapenrock m/1952 var en vapenrock som användes inom svenska Krigsmakten/Försvarsmakten.

## Utseende
Denna vapenrock är av gråbrungrönt diagonaltyg och har en mjuk nedvikt krage samt en enradig knapprad om fyra knappar. På framsidan finns två bröstfickor och två större sidofickor. Vapenrocken är för övrigt mycket lik vapenrock m/1939.

## Användning
Denna vapenrock användes som en del av uniform m/1952.

## Varianter

### Vapenrock m/1952-1958
Denna variant av vapenrocken är anpassad till Fältuniform m/1958 och skillnaden består i att man har sytt på två bakfickor och att man tagit bort axelklaffarna. Dessutom hade även armhålorna förstärkts med en tygbit för ökad rörlighet. På denna vapenrock anbringades kragspegel m/1958.